# Antonio Caponigro
Antonio Rocco Caponigro, noto anche come Tony Bananas (Chicago, 22 gennaio 1912 – Bronx, 18 aprile 1980), è stato un mafioso statunitense, consigliere di Angelo Bruno nella famiglia di Filadelfia. È noto per aver posto fine al pacifico regime di Bruno ordinando il suo omicidio per una disputa relativa al commercio di metanfetamine.